# Cabanac-Cazaux
Cabanac-Cazaux település Franciaországban, Haute-Garonne megyében. Lakosainak száma 130 fő (2022. január 1.). Cabanac-Cazaux Aspet, Encausse-les-Thermes, Izaut-de-l’Hôtel, Payssous és Régades községekkel határos.

## Népesség
A település népességének változása:
| Lakosok száma | 74   | 94   | 106  | 108  | 135  | 130  | 126  | 128  | 129  | 130  |
|               | 1968 | 1982 | 1990 | 2006 | 2013 | 2015 | 2017 | 2019 | 2020 | 2022 |